# Källan (Ingres)
Källan (franska: La Source) är en oljemålning av den franske konstnären Jean-Auguste-Dominique Ingres. Han färdigställde målningen 1856 och den är utställd på Musée d'Orsay i Paris.
Ingres började arbeta med målningen redan 1820 då han var bosatt i Italien. Det skulle dock dröja till 1856 innan han färdigställde målningen med hjälp av sina elever Alexandre Legoffe och Paul Balze. Ingres var den mest övertygade nyklassicisten i sin generation. Rena konturer, kyliga färger och gestalter baserade på antik skulptur (jämför med Afrodite från Knidos) och Rafaels måleri var kärnan i hans stil. I denna målning upprepade han motivet från Venus anadyomene från 1848.
Målningen fick ett gott mottagande och förvärvades 1857 av greve Tanneguy Duchâtel för 25 000 franc. Den kom i franska statens ägo 1878 och var utställd på Louvren till 1986 då den överfördes till Musée d'Orsay.